# Guy Sajer
Guy Sajer, pseudonimo di Guy Mouminoux, noto anche con gli altri pseudonimi di Dimitri e Dimitri Lahache (Parigi, 13 gennaio 1927 – Mauperthuis, 11 gennaio 2022), è stato uno scrittore e fumettista francese.

## Biografia
Nato da padre francese e madre tedesca (il cui cognome da nubile era Sajer), come abitante dell'Alsazia a 16 anni venne arruolato nella Wehrmacht. Dal 1943 combatté sul fronte orientale come volontario nella divisione Grossdeutschland. Nel libro Il Soldato dimenticato (uscito in Francia nel 1967 con il titolo Le Soldat oublié) narrò la sua esperienza di adolescente coinvolto in una guerra terribile. Il libro è stato tradotto in 38 lingue e venduto in circa tre milioni di copie.
Fu inoltre disegnatore e sceneggiatore di numerosi fumetti. Uno di questi, chiamato "Kursk Tourmente d'Acier", parla della battaglia di Kursk dal punto di vista di un soldato tedesco.

## Opere
- Le soldat oublié di Guy Sajer (1976) ISBN 2221037391
- Kursk: tourmente d'acier by Dimitri (2000) ISBN 2723432645